# Dorota Dulińska
Dorota Sylwia Dulińska (ur. 6 lutego 1977 w Warszawie) – polska urzędniczka państwowa, w latach 2015–2016 podsekretarz stanu w Ministerstwie Sportu i Turystyki.

## Życie i działalność
Jest absolwentką studiów w zakresie turystyki i rekreacji. Dyplom został wydany przez Akademię Paryską w Paryżu w 2000 roku. Uzyskała również dyplom Języka i Cywilizacji Francuskiej na Uniwersytecie Sorbona. W 2016 roku obroniła także dyplom Magistra na Wydziale Prawa w Europejskiej Wyższej Szkole Prawa i Administracji w Warszawie. W toku studiów zrealizowała przedmioty wchodzące w skład specjalności z zakresu: prawo nieruchomości.   
Zawodowo związana była z  branżą turystyczną w Polsce i we Francji. Pracowała dla sieci hoteli ibis w Polsce (Grupa Hotelowa Accor i Orbis S.A.). Była odpowiedzialna za sprzedaż usług hotelarskich hoteli ibis w Polsce oraz kontaktami handlowymi z biurami podróży, firmami, przedstawicielstwami dyplomatycznymi i handlowymi i reprezentacją grupy hotelowej na targach turystycznych w kraju i za granicą.
W 2015 roku została powołana na stanowisko podsekretarza stanu w Ministerstwie Sportu i Turystyki. Decyzja o rezygnacji była spowodowana bardzo ciężką chorobą matki.  
Biegle posługuje się językiem francuskim i angielskim.
Ma dwóch synów.  